# Zámělíč
Zámělíč (dříve Zamělič, německy Kleinsemlowitz) je malá vesnice, část města Poběžovice v okrese Domažlice v Plzeňském kraji. Nachází se dva kilometry východně od Poběžovic. Prochází tudy železniční trať Staňkov–Poběžovice a silnice II/196. Zámělíč je také název katastrálního území o rozloze 4,52 km².

## Historie
První písemná zmínka o vesnici pochází z roku 1379.

## Obyvatelstvo
| Rok            | 1869 | 1880 | 1890 | 1900 | 1910 | 1921 | 1930 | 1950 | 1961 | 1970 | 1980 | 1991 | 2001 | 2011 | 2021 |
| -------------- | ---- | ---- | ---- | ---- | ---- | ---- | ---- | ---- | ---- | ---- | ---- | ---- | ---- | ---- | ---- |
| Počet obyvatel | 213  | 211  | 199  | 220  | 264  | 274  | 259  | 117  | 122  | 83   | 79   | 54   | 57   | 50   | 54   |
| Počet domů     | 34   | 36   | 36   | 38   | 40   | 44   | 45   | 51   | 51   | 25   | 25   | 28   | 29   | 30   | 28   |

## Obecní správa
Při sčítání lidu v letech 1850–1959 Zámělíč byl samostatnou obcí v okrese Horšovský Týn (v letech 1850–1910 Horšův Týn). Od roku 1960 je částí města Poběžovice v okrese Domažlice. V letech 1850–1879 k obci patřily Ohnišťovice.

## Další fotografie

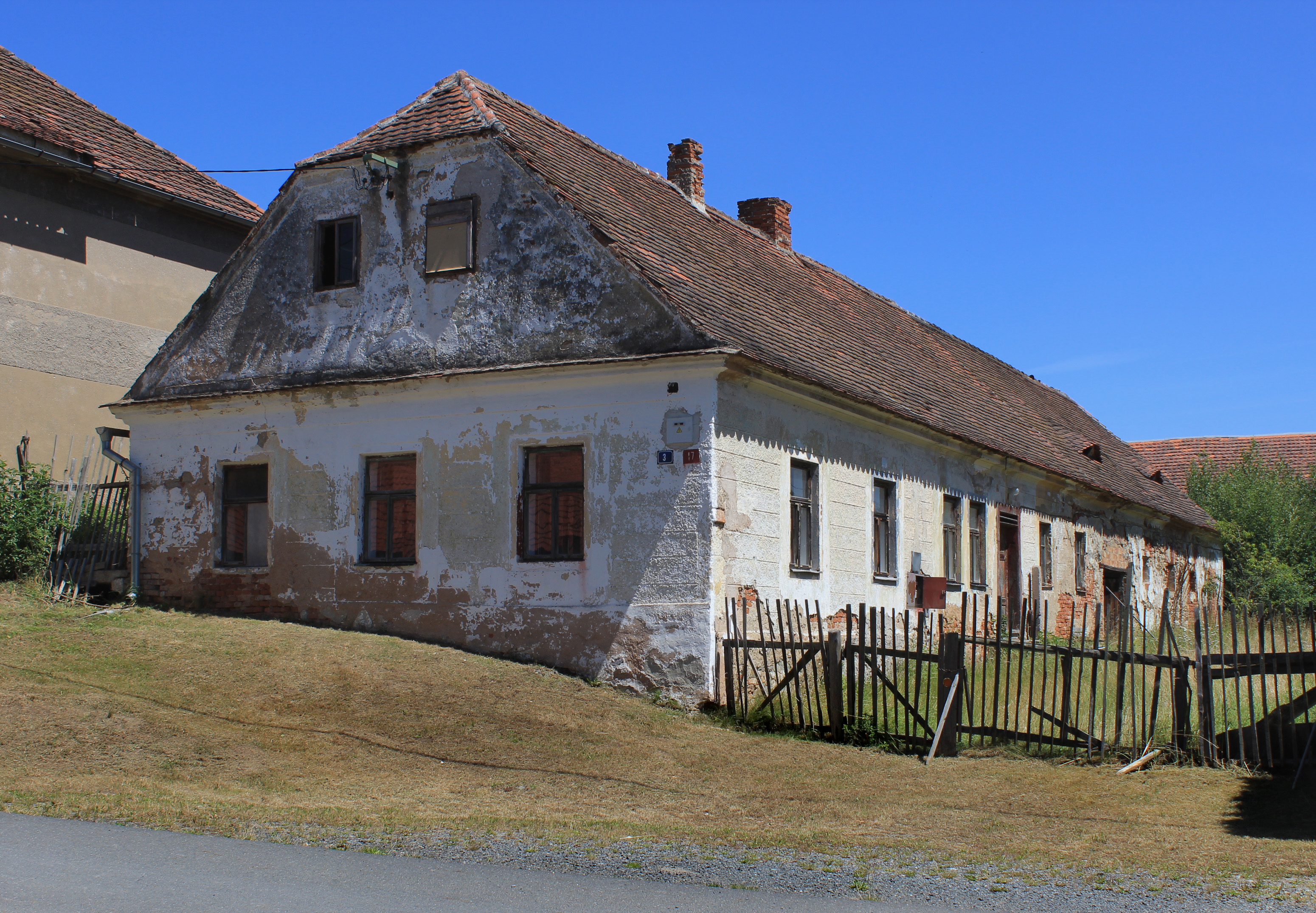
Dům čp. 3
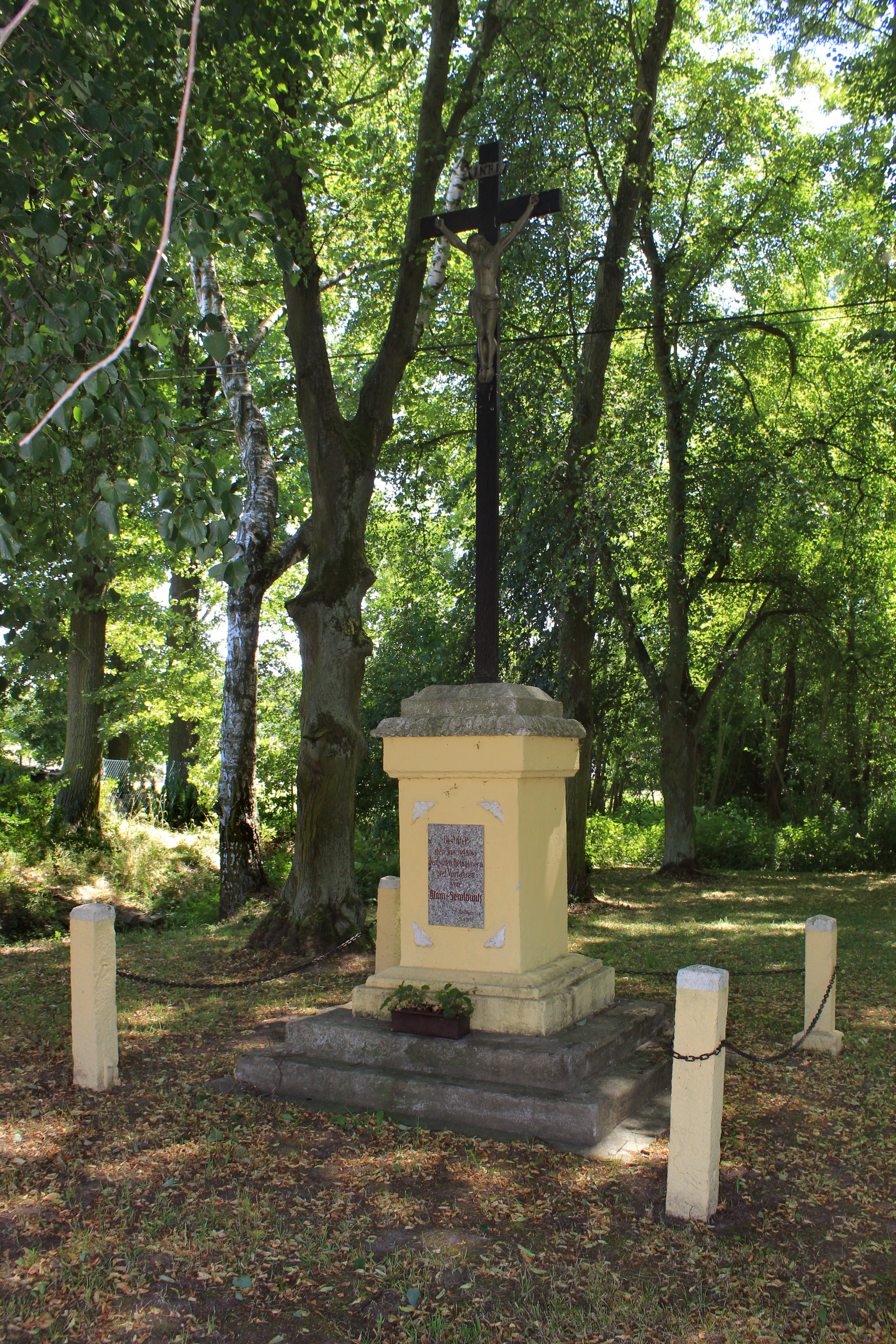
Křížek pod stromy
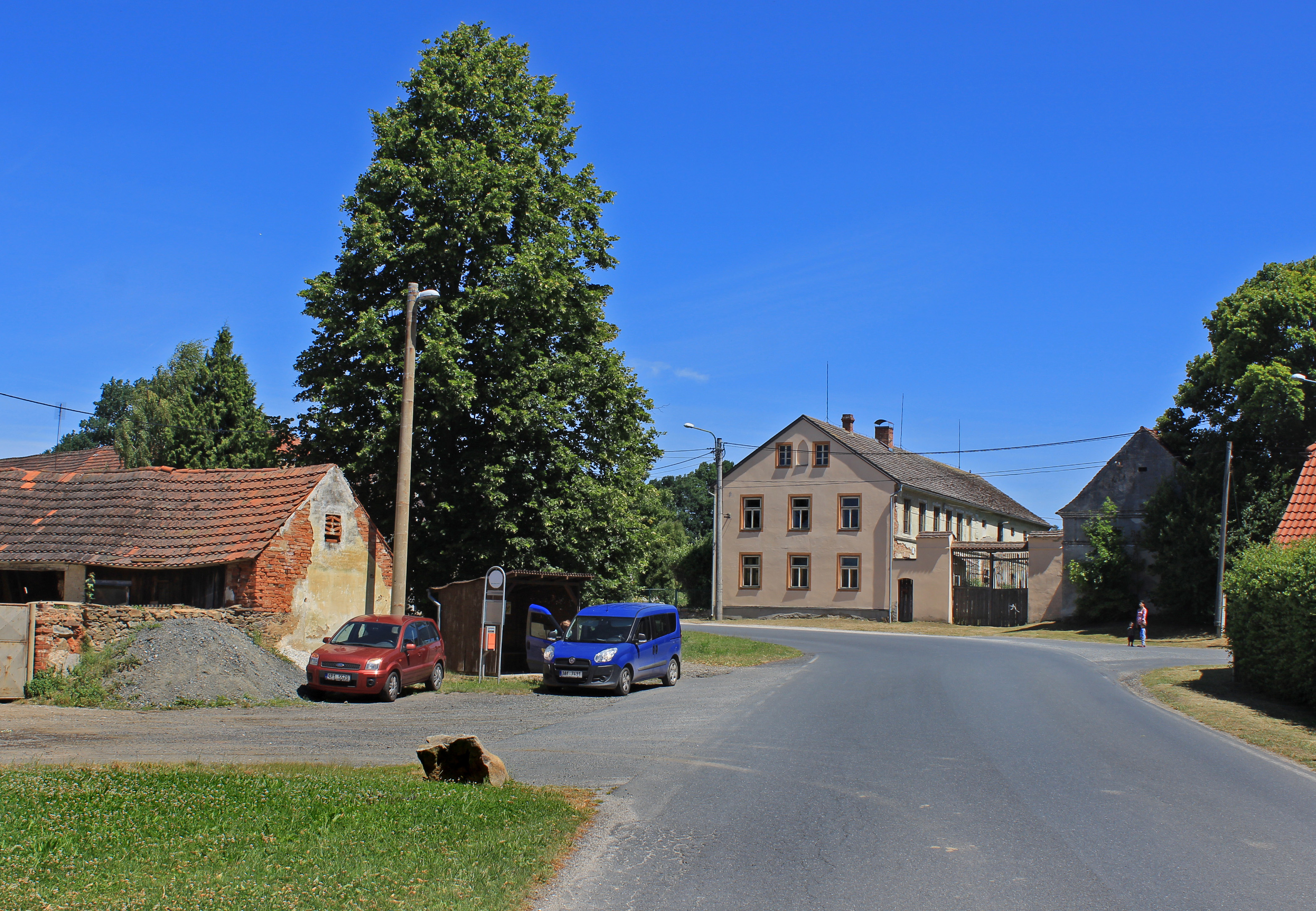
Silnice II. třídy č. 196